# Boeing E-3 Sentry
O Boeing E-3 Sentry é uma aeronave militar do tipo AWACS que fornece em qualquer tempo vigilância, comando, controle e comunicações aos Estados Unidos, Reino Unido, França, OTAN e outras forças de defesa aérea. A produção foi encerrada em 1992, após 70 exemplares produzidos.

## Especificações (E-3 daUSAF/NATO)
Dados de: Globalsecurity.org.
Descrições gerais
- Tripulação: 4 tripulação de voo e 13-19 tripulação de missão
- Comprimento: 46,61 m (150 ft)
- Envergadura: 44,42 m (150 ft)
- Altura: 12,6 m (41 ft)
- Área alar: 283,4 m² (3 050 ft²)
- Peso vazio: 73 480 kg (162 000 lb)
- Peso bruto (carregado): 156 036 kg (344 000 lb) - com reabastecimento aéreo
- Peso de decolagem: 157 397 kg (347 000 lb)

Motorização
- Número de motores: 4x
- Tipo do motor: Turbofan
- Fabricante/modelo: Pratt & Whitney TF33-PW-100A
- Empuxo por motor: 9 752,23 kgf (21 500 lbf) (93 kN)

Performance
- Velocidade máxima: 855 km/h (531 mph)
- Velocidade total em Mach: 0.6984 Ma
- Velocidade total em Nó: 461,2 kn (854 km/h)
- Alcance: 7 400 km (4 600 mi)
- Autonomia: 8.0 hs
- Tecto de serviço: 12 500 m (41 000 ft)